# Lancy
Lancy település Svájcban, Genf kantonban. Lakosainak száma 31 942 fő (2017. december 31.). Ezzel a népességgel a kanton harmadik legnagyobb települése. Lancy Genf és Plan-les-Ouates várossal határos.

## Népesség
A település népességének változása az elmúlt években:
| Lakosok száma | 28 909 | 31 942 | 32 841 |
|               | 2012   | 2017   | 2018   |

Történelmi viszonylatban:

## Galéria

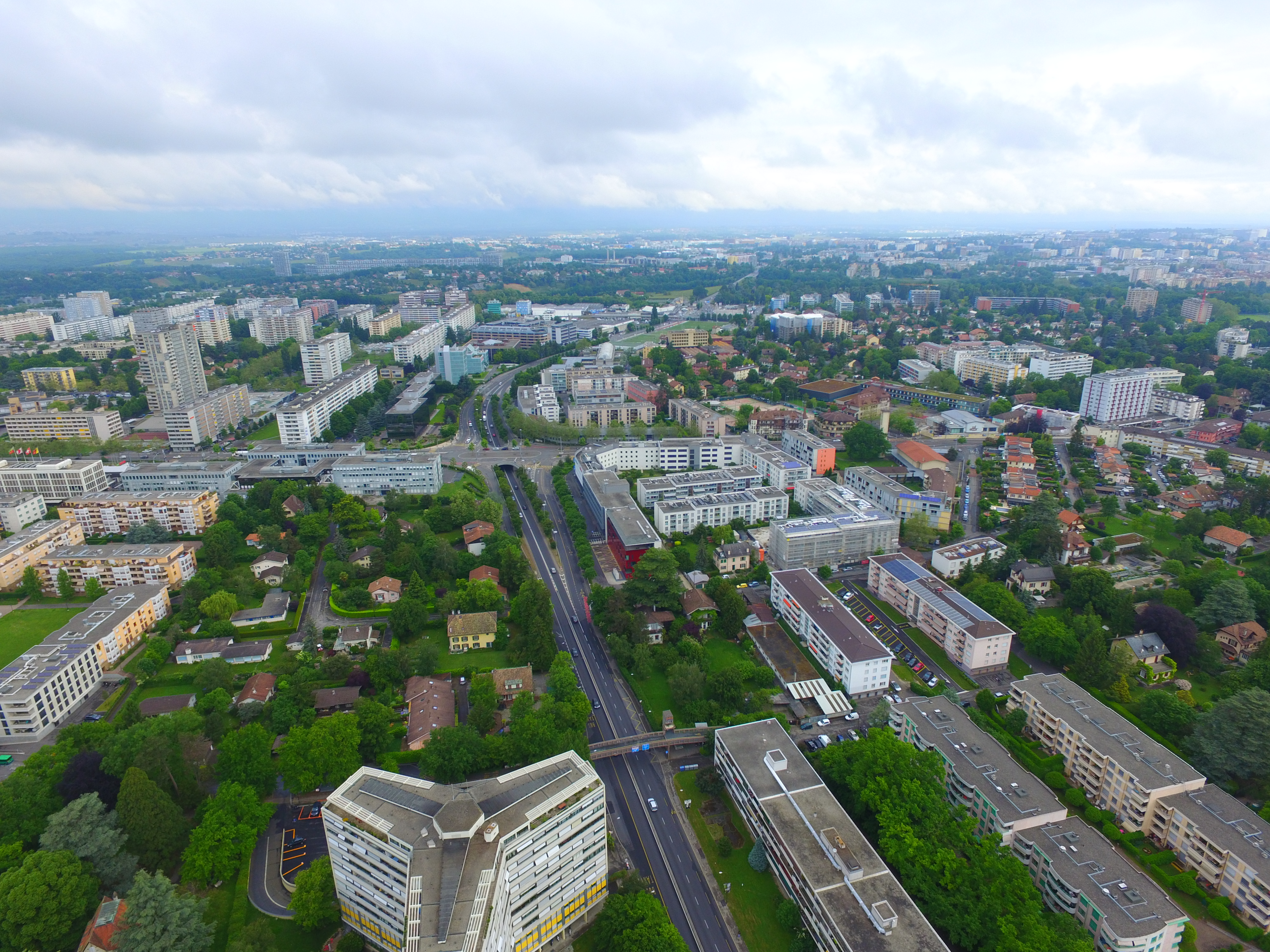
Légi felvétel a településről
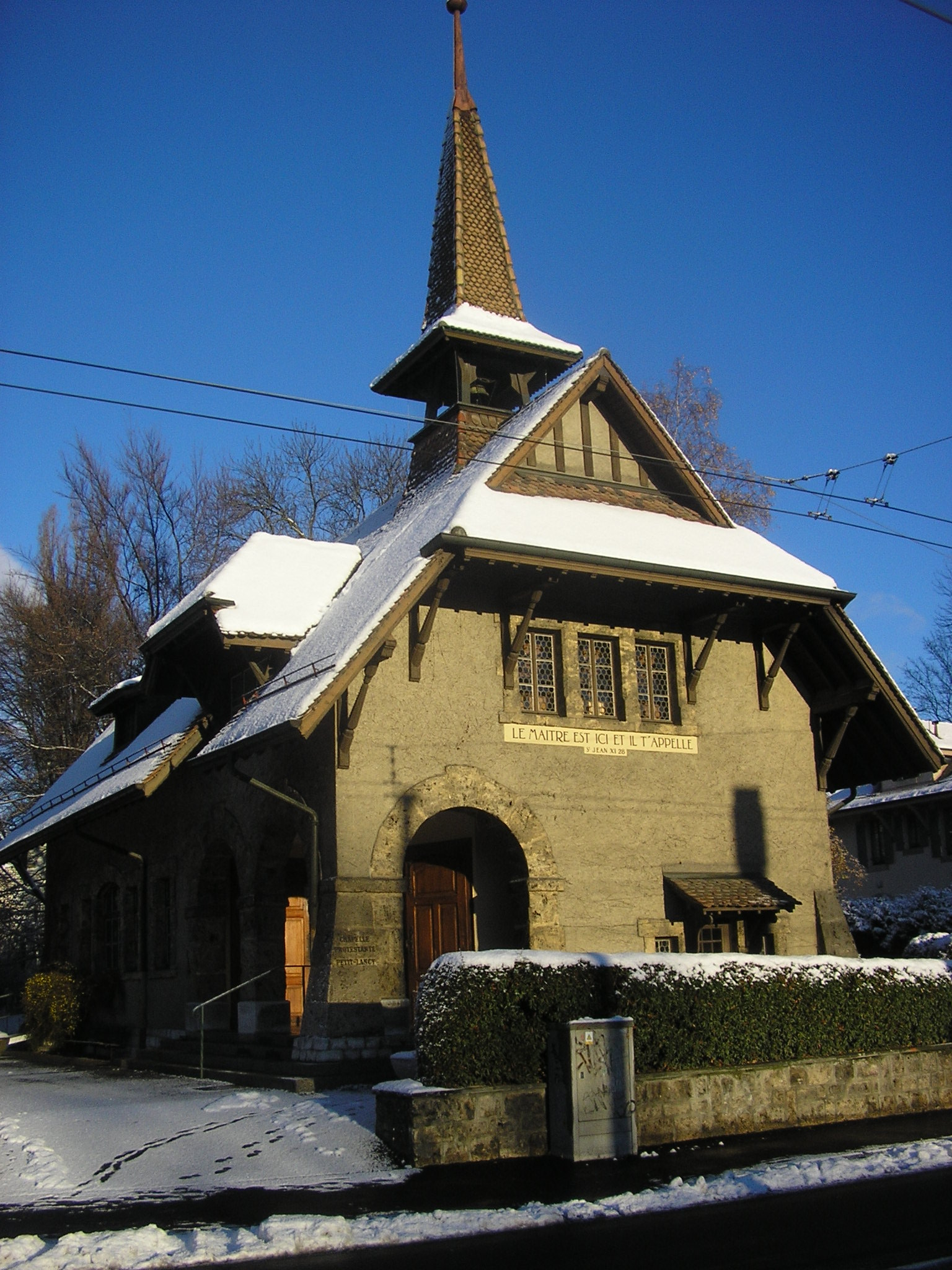
Protestáns kápolna
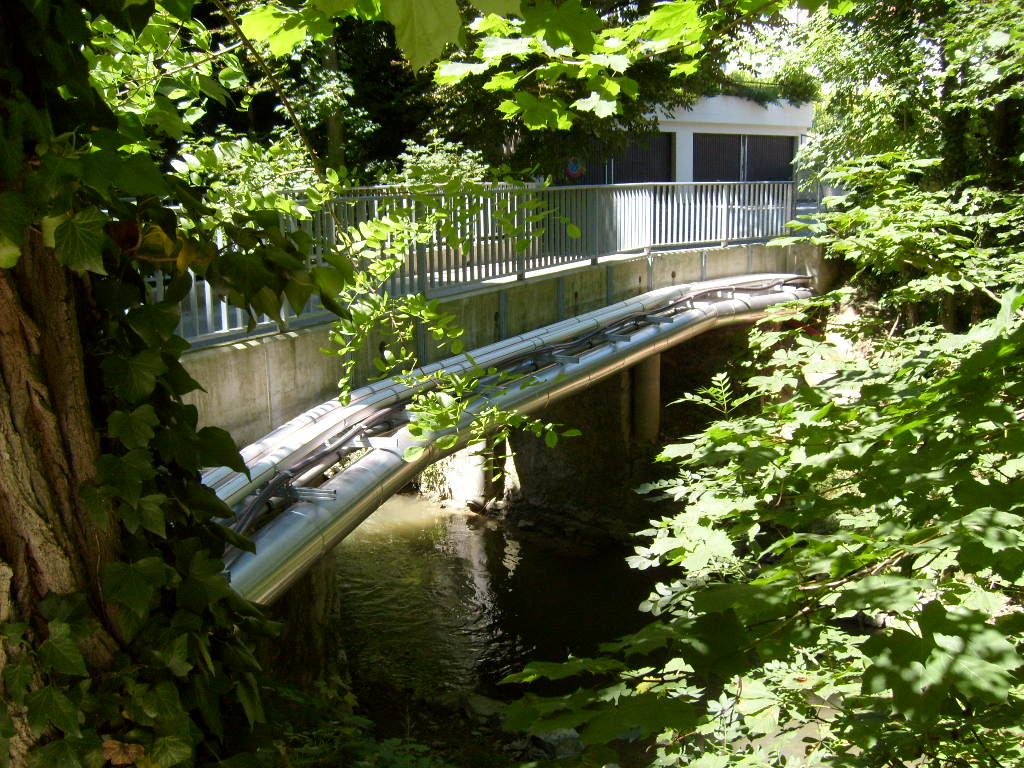
Településen található híd